# Brug over de Oude Maas
De Barendrechtse brug (officieel: Brug over de Oude Maas) is een voormalige brug in de Nederlandse provincie Zuid-Holland, die in 1969 is vervangen door de Heinenoordtunnel en daarna werd gesloopt.
De brug lag ongeveer 1 kilometer ten oosten van de huidige Heinenoordtunnel. Hij verbond IJsselmonde en de Hoeksche Waard over de Oude Maas. De brug is tussen 1885 tot 1888, na een jarenlange discussie over nut en noodzaak, gebouwd als een draaibrug.
In 1883 diende de commissie-Kluifhoofd een voorstel in bij de Minister van Waterstaat om een brug te bouwen over de Oude Maas, die geschikt was voor voetgangers, voertuigen en stoomtrein. Pas in 1885 werd het voorstel door de Provinciale Staten van Zuid-Holland aangenomen. 
De onderbouw van de brug werd door Van Hattem uit Sliedrecht uitgevoerd in 1885/1886. De bovenbouw werd in 1887/1888 door Kloos en zn. uit Alblasserdam gebouwd. 
In de eerste jaren werd de brug alleen door voetgangers en voer- en rijtuigen gebruikt. Vanaf 1898 werd de brug voor het eerst gebruikt door de stoomtram van de RTM die over het nieuw aangelegde tramspoor van Rotterdam naar de Hoeksche Waard reed. 
In 1928 werd de tolheffing afgeschaft en in 1933 werd de draaibrug door een hefbrug vervangen door Werkspoor uit Amsterdam.
Op 22 juli 1969 reden de laatste auto's over de Barendrechtse brug.
Tegenwoordig staat aan de Barendrechtse oever een monument in de vorm van een ijzeren onderdeel. Het pad hiernaartoe is de oude rijksweg (nu de Achterzeedijk). Aan deze oever is ook een restant van het bruggenhoofd zichtbaar met twee tol-/brugwachterhuisjes.

## Afbeeldingen

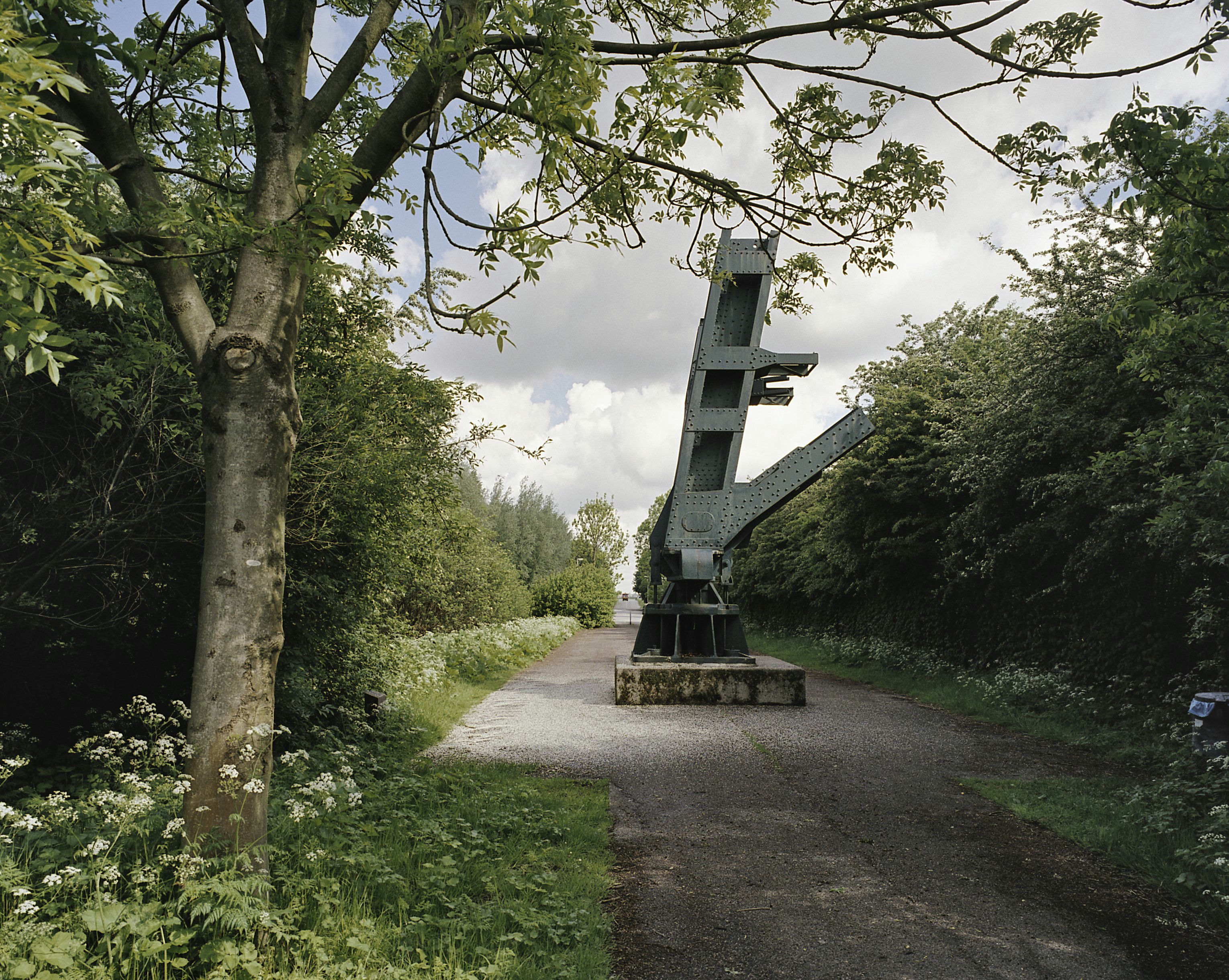
Zicht op de oude Rijksweg met monument aan de noordkant
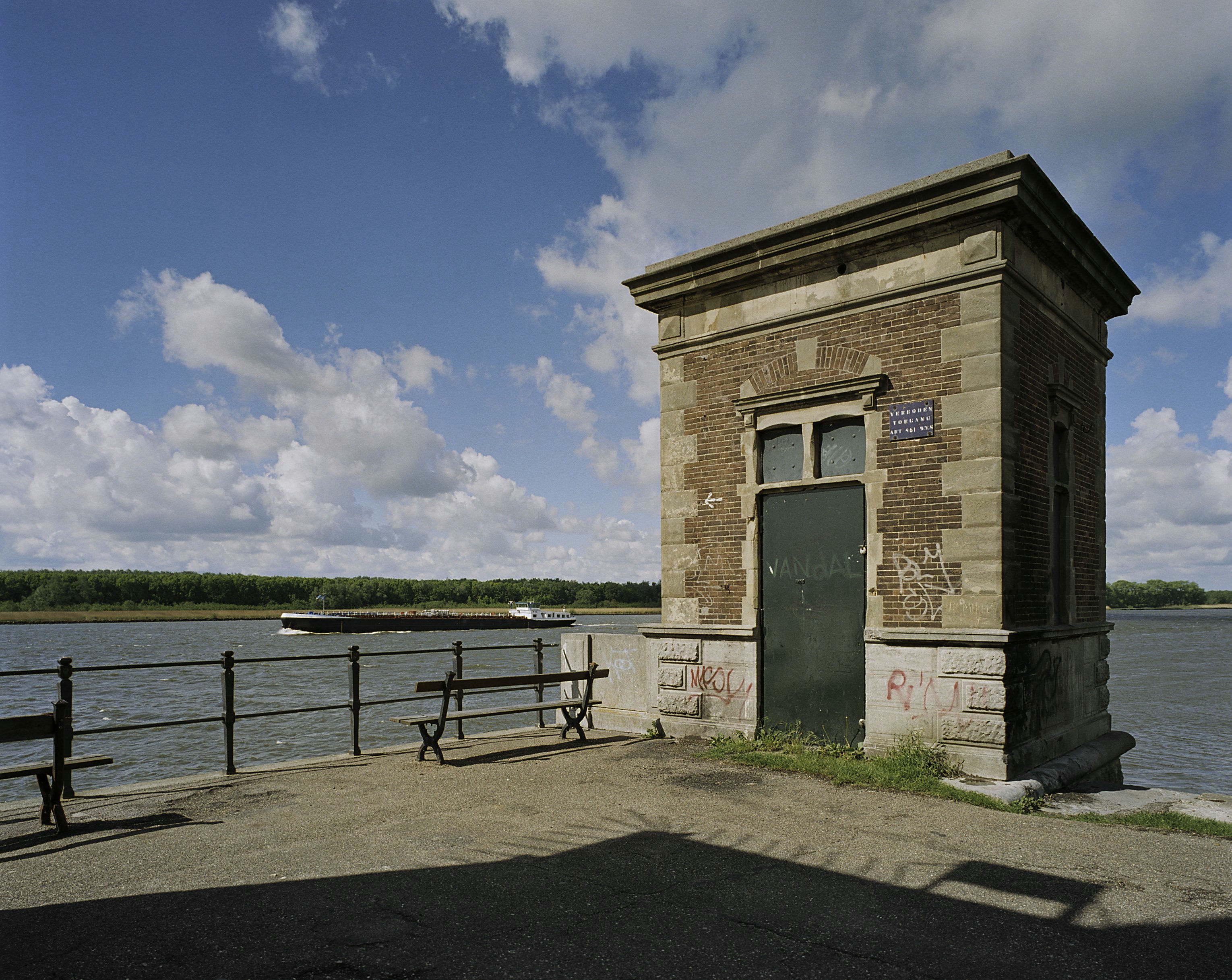
Rechtertoren aan de noordkant van de Barendrechtse brug
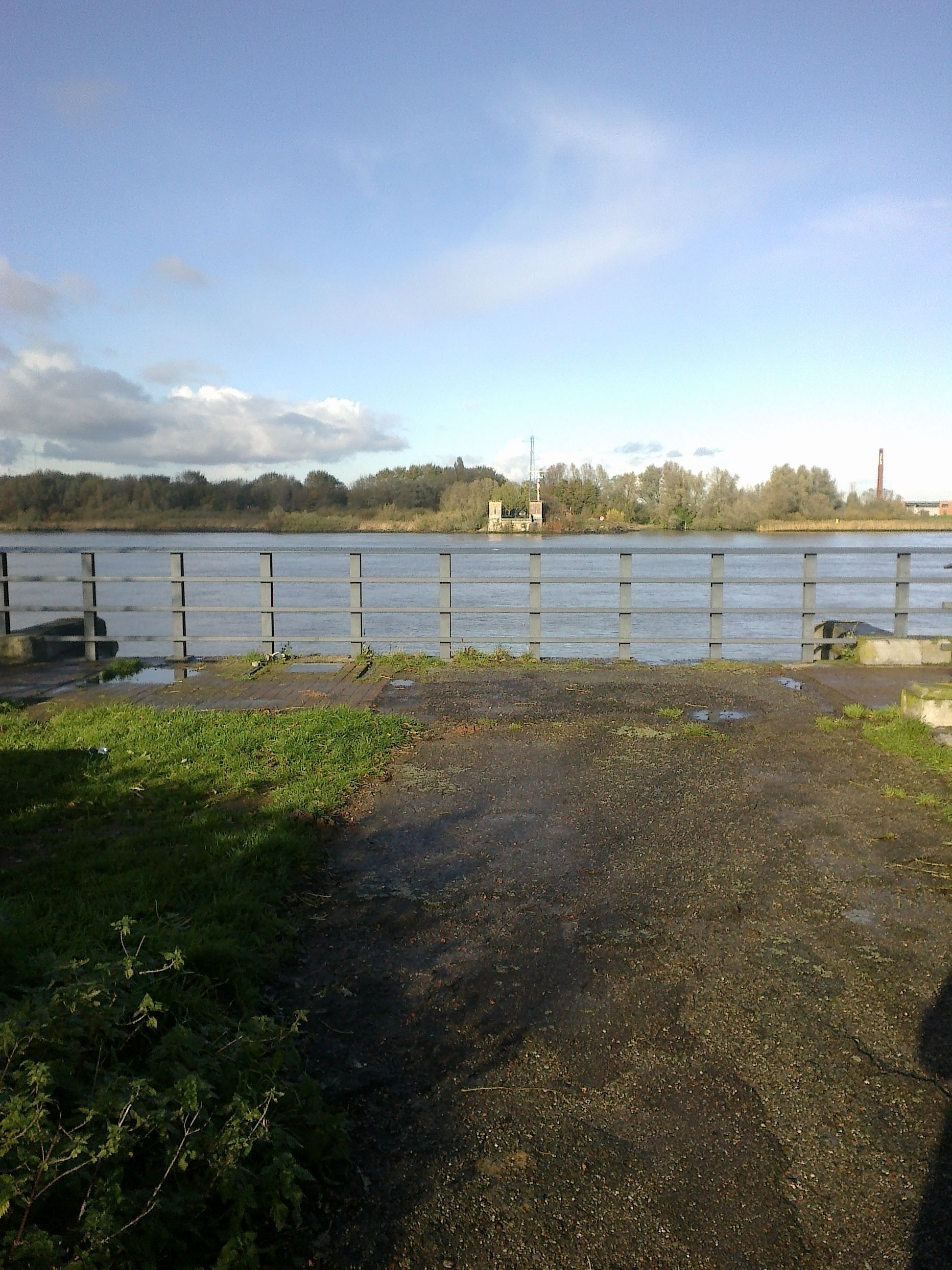
Zicht vanaf het bruggenhoofd aan de zuidkant
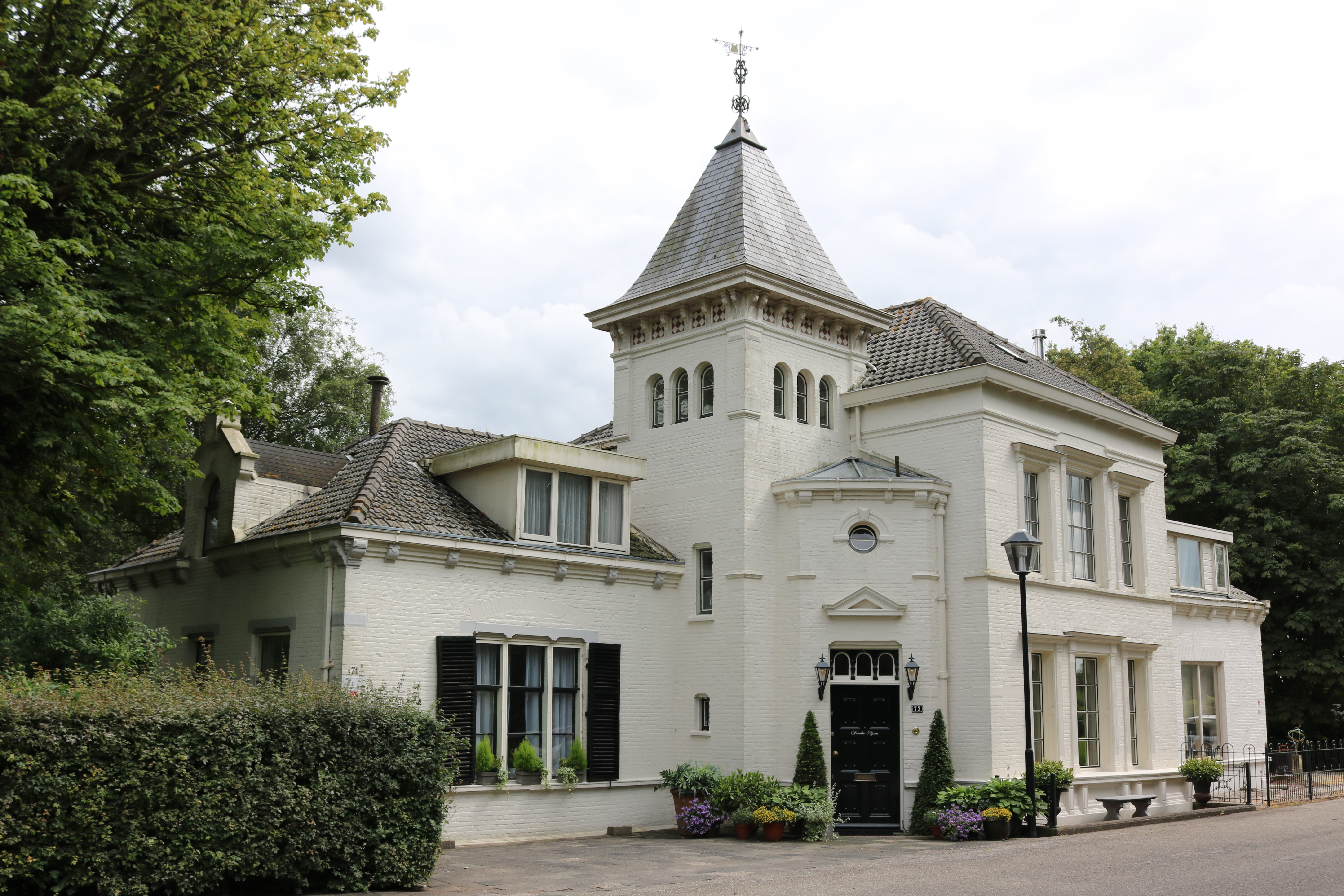
Brugwachterswoning Barendrechtsebrug